# رياض بودبوز
رياض بودبوز (من مواليد 19 شباط 1990 في كولمار، في شرق فرنسا)، لاعب كرة قدم فرنسي جزائري،. 

## إنجازاته

### الجماعية
- كأس فرنسا: 2007.
- كأس رامون دي كارانزا: 2018.
- دوري الدرجة الأولى للمحترفين السعودي: 2023.

### الفردية
- أفضل لاعب جزائري شاب 2010.
- ثاني أفضل لاعب إفريقي شاب 2010.
- جائزة الكرة الذهبية الجزائرية 2011.
- جائزة لاعب الموسم في نادي سوشو 2012.
- جائزة النخلة الذهبية لأفضل صانع في الدوري الفرنسي 2016.
- جائزة فيفري (2): نوفمبر 2015، أبريل 2016.
- أفضل لاعب في مونبلييه لعام 2017.
- ثاني أفضل لاعب إفريقي داخل فرنسا 2017.
- تواجد في تشكيلة الجولة (13-15-20-22-27-29-30) في الدوري السعودي 2023 .

## وصلات خارجية
- رياض بودبوز على موقع الاتحاد الدولي (مؤرشف)  (الإنجليزية)
- رياض بودبوز على موقع رابطة كرة القدم الفرنسية للمحترفين (الإنجليزية)
- رياض بودبوز على موقع قاعدة بيانات كرة القدم.إي يو (الإنجليزية)
- رياض بودبوز على موقع ناشيونال فوتبول تيمز (الإنجليزية)
- رياض بودبوز على موقع Soccerway.com (الإنجليزية)
- رياض بودبوز على موقع عالم كرة القدم.نت (الإنجليزية)
- رياض بودبوز على موقع كووورة
- رياض بودبوز على موقع AS.com (الإسبانية)
- البطاقة الشخصية